# Tuktoyaktuk James Gruben Airport
Tuktoyaktuk James Gruben Airport (engelska: James Gruben Airport, Tuktoyaktuk Airport) är en flygplats i Kanada.   Den ligger i territoriet Northwest Territories, i den nordvästra delen av landet, 4 100 km nordväst om huvudstaden Ottawa. Tuktoyaktuk James Gruben Airport ligger 4 meter över havet.
Terrängen runt Tuktoyaktuk James Gruben Airport är mycket platt. Havet är nära Tuktoyaktuk James Gruben Airport åt nordväst. Trakten runt Tuktoyaktuk James Gruben Airport är nära nog obefolkad, med mindre än två invånare per kvadratkilometer.. Närmaste större samhälle är Tuktoyaktuk, 1,3 km norr om Tuktoyaktuk James Gruben Airport. 
Trakten runt Tuktoyaktuk James Gruben Airport består i huvudsak av gräsmarker.